# Indohya damocles
Espèce
Indohya damocles est une espèce de pseudoscorpions de la famille des Hyidae.

## Distribution
Cette espèce est endémique du Gascoyne en Australie-Occidentale. Elle se rencontre à Exmouth dans la grotte Camerons Cave.

## Description
Le mâle holotype mesure 3,31 mm et la femelle paratype 3,84 mm.

## Étymologie
Cette espèce est nommée en référence à Damoclès.

## Publication originale
- Harvey & Volschenk, 2007 : Systematics of the Gondwanan pseudoscorpion family Hyidae (Pseudoscorpiones: Neobisioidea): new data and a revised phylogenetic hypothesis. Invertebrate Systematics, vol. 21, no 4, p. 365-406.